# Ormeryggen
Der Ormeryggen (norwegisch für Schlangenrücken) ist eine Hügelgruppe im ostantarktischen Königin-Maud-Land. In der Payergruppe der Hoelfjella bilden ihre drei großen Hügel den zentralen Teil des Gebirgszugs Linnormen. Sie ragt südöstlich des Skavlhø auf.
Erste Luftaufnahmen entstanden bei der Deutschen Antarktischen Expedition 1938/39 unter der Leitung des Polarforschers Alfred Ritscher. Norwegische Kartografen, die auch die Benennung vornahmen, kartierten sie anhand von Vermessungen und Luftaufnahmen der Dritten Norwegischen Antarktisexpedition (1956–1960).